# Самоулки
Самоу́лки (рос. Самоулки) — присілок у складі Свічинського району Кіровської області, Росія. Входить до складу Свічинського міського поселення.
Населення становить 583 особи (2010, 600 у 2002).
Національний склад станом на 2002 рік — росіяни 99 %.